# Omar Mohamed (calciatore)
Omar Mohamed (Mogadiscio, 18 maggio 1996) è un ex calciatore somalo, di ruolo centrocampista.

## Carriera

### Club
Ha giocato tra la seconda e la terza divisione statunitense e nella seconda divisione turca.

### Nazionale
Nel 2019 ha esordito in nazionale.

## Statistiche

### Presenze e reti nei club
Statistiche aggiornate al 17 febbraio 2022.
| Stagione                    | Squadra                     | Campionato                  | Campionato | Campionato | Coppe nazionali | Coppe nazionali | Coppe nazionali | Coppe continentali | Coppe continentali | Coppe continentali | Altre coppe | Altre coppe | Altre coppe | Totale | Totale |
| Stagione                    | Squadra                     | Comp                        | Pres       | Reti       | Comp            | Pres            | Reti            | Comp               | Pres               | Reti               | Comp        | Pres        | Reti        | Pres   | Reti   |
| --------------------------- | --------------------------- | --------------------------- | ---------- | ---------- | --------------- | --------------- | --------------- | ------------------ | ------------------ | ------------------ | ----------- | ----------- | ----------- | ------ | ------ |
| 2016                        | FC Cincinnati               | USL                         | 17+1       | 0          | USOC            | 0               | 0               |                    | -                  | -                  |             | -           | -           | 18     | 0      |
| 2017                        | Portland Timbers 2          | USL                         | 27         | 1          |                 | -               | -               |                    | -                  | -                  |             | -           | -           | 27     | 1      |
| giu. 2017                   | Portland Timbers            | MLS                         | 0          | 0          | USOC            | 1               | 0               |                    | -                  | -                  |             | -           | -           | 1      | 0      |
| 2018                        | Des Moines Menace           | USL PDL                     | 12         | 3          |                 | -               | -               |                    | -                  | -                  |             | -           | -           | 12     | 3      |
| 2019                        | Greenville Triumph          | USL L1                      | 22+2       | 1+0        | USOC            | 2               | 0               |                    | -                  | -                  |             | -           | -           | 25     | 1      |
| 2020                        | Greenville Triumph          | USL L1                      | 13         | 0          |                 | -               | -               |                    | -                  | -                  |             | -           | -           | 13     | 0      |
| Totale Greenville Triumph   | Totale Greenville Triumph   | Totale Greenville Triumph   | 37         | 1          |                 | 2               | 0               |                    | -                  | -                  |             | -           | -           | 39     | 1      |
| gen.-mag. 2021              | Menemen                     | 1L                          | 14         | 2          |                 | -               | -               |                    | -                  | -                  |             | -           | -           | 14     | 2      |
| 2021-2022                   | Menemen                     | 1L                          | 0          | 0          | CT              | 0               | 0               |                    | -                  | -                  |             | -           | -           | 0      | 0      |
| Totale Menemen Belediyespor | Totale Menemen Belediyespor | Totale Menemen Belediyespor | 14         | 2          |                 | 0               | 0               |                    | -                  | -                  |             | -           | -           | 14     | 2      |
| Totale carriera             | Totale carriera             | Totale carriera             | 108        | 7          |                 | 3               | 0               |                    | -                  | -                  |             | -           | -           | 111    | 7      |

### Cronologia presenze e reti in nazionale
| Cronologia completa delle presenze e delle reti in nazionale ― Somalia | Cronologia completa delle presenze e delle reti in nazionale ― Somalia | Cronologia completa delle presenze e delle reti in nazionale ― Somalia | Cronologia completa delle presenze e delle reti in nazionale ― Somalia | Cronologia completa delle presenze e delle reti in nazionale ― Somalia | Cronologia completa delle presenze e delle reti in nazionale ― Somalia | Cronologia completa delle presenze e delle reti in nazionale ― Somalia | Cronologia completa delle presenze e delle reti in nazionale ― Somalia |
| Data                                                                   | Città                                                                  | In casa                                                                | Risultato                                                              | Ospiti                                                                 | Competizione                                                           | Reti                                                                   | Note                                                                   |
| ---------------------------------------------------------------------- | ---------------------------------------------------------------------- | ---------------------------------------------------------------------- | ---------------------------------------------------------------------- | ---------------------------------------------------------------------- | ---------------------------------------------------------------------- | ---------------------------------------------------------------------- | ---------------------------------------------------------------------- |
| 5-9-2019                                                               | Gibuti                                                                 | Somalia                                                                | 1 – 0                                                                  | Zimbabwe                                                               | Qual. Mondiali 2022                                                    | -                                                                      |                                                                        |
| 10-9-2019                                                              | Harare                                                                 | Zimbabwe                                                               | 3 – 1                                                                  | Somalia                                                                | Qual. Mondiali 2022                                                    | 1                                                                      | 56’                                                                    |
| 7-12-2019                                                              | Kampala                                                                | Gibuti                                                                 | 0 – 0                                                                  | Somalia                                                                | Coppa CECAFA 2019 - 1º turno                                           | -                                                                      |                                                                        |
| 9-12-2019                                                              | Kampala                                                                | Uganda                                                                 | 2 – 0                                                                  | Somalia                                                                | Coppa CECAFA 2019 - 1º turno                                           | -                                                                      |                                                                        |
| 13-12-2019                                                             | Kampala                                                                | Burundi                                                                | 0 – 1                                                                  | Somalia                                                                | Coppa CECAFA 2019 - 1º turno                                           | 1                                                                      | 78’                                                                    |
| 15-12-2019                                                             | Kampala                                                                | Eritrea                                                                | 0 – 0                                                                  | Somalia                                                                | Coppa CECAFA 2019 - 1º turno                                           | -                                                                      |                                                                        |
| Totale                                                                 |                                                                        | Presenze                                                               | 6                                                                      |                                                                        | Reti                                                                   | 2                                                                      |                                                                        |

## Palmarès

### Club

#### Competizioni nazionali
- USL League One: 1

Greenville Triumph: 2020